# 大吻前鰭鮋科
大吻前鰭鮋科是輻鰭魚綱鮋形目的一個科。旗下僅有一屬一種，即白豚大吻前鰭鮋（Perryena leucometopon），為溫帶海水魚，分布於西南太平洋澳洲海域，體長可達16公分，棲息在大陸棚底層水域，生活習性不明。